# Anterivo
Altrei tiếng Ý: Anterivo; Archaic (1321): Antereu; Latin: Anterivum) là một đô thị ở tỉnh Bolzano-Bozen trong vùng Trentino-Alto Adige/Südtirol của Ý, có vị trí cách khoảng 30 km về phía đông bắc của thành phố Trento và khoảng 25 km về phía nam của thành phố Bolzano. Tại thời điểm ngày 31 tháng 12 năm 2004, đô thị này có dân số 383 người và diện tích là 11,1 km².
Đô thị Altrei có các frazioni (các đơn vị cấp dưới, chủ yếu là các làng) Guggal and Pramarino.
Altrei giáp các đô thị: Capriana, Carano, Castello-Molina di Fiemme, Truden và Valfloriana.
| Ngôn ngữ    | 1991   | 2001   |
| ----------- | ------ | ------ |
| tiếng Đức   | 91,69% | 91,44% |
| tiếng Ý     | 8,31%  | 8,56%  |
| tiếng Ladin | 0%     | 0%     |